# Ewa Marcinkowska (inżynier)
Ewa Halina Marcinkowska – polska inżynier, dr hab., prof.

## Życiorys
Obroniła pracę doktorską, następnie uzyskała stopień doktora habilitowanego. Otrzymała nominację profesorską. Objęła funkcję profesora w Instytucie Budownictwa na Wydziale Inżynierii Lądowej i Środowiska Uniwersytetu Zielonogórskiego, oraz profesora nadzwyczajnego w Instytucie Budownictwa na Wydziale Budownictwa Lądowego i Wodnego Politechniki Wrocławskiej.